# Cochranella megista
"Cochranella" megista
Espèce
Statut de conservation UICN

 EN B1ab(iii) : En danger
Synonymes
- Centrolenella megista Rivero, 1985
- Centrolenella megistra Rivero, 1985
- Cochranella megistra (Rivero, 1985)

"Cochranella" megista est une espèce d'amphibiens de la famille des Centrolenidae. Depuis la redéfinition du genre Cochranella, il est évident que C. megista n'appartient pas à ce genre mais aucun autre genre n'a pour l'instant été proposé de manière formelle.

## Répartition
Cette espèce est endémique de Colombie. Elle se rencontre dans les départements de Chocó, d'Antioquia, de Risaralda et de Valle del Cauca de 1 700 à 2 100 m d'altitude sur le versant Ouest de la cordillère Occidentale.

## Publication originale
- Rivero, 1985 : Nuevos centrolenidos de Colombia y Venezuela. Brenesia, vol. 23, p. 335-373.